# 伊沃纳克
伊沃纳克（德語：Ivenack）是德国梅克伦堡-前波美拉尼亚州的一个市镇，隶属于梅克伦堡湖区县。总面积为39.64平方千米，截至2023年12月31日总人口为803人。